# Ernst Schacht
Ernst Schacht (tiếng Nga: Эрнст Генрихович Шахт, Ernst Genrikhovich Schacht; 14 tháng 4 năm 1904 - 23 tháng 2 năm 1942) là một người Thụy Sĩ gốc Đức, từng là chỉ huy không quân Liên Xô tham chiến trong Nội chiến Tây Ban Nha. Anh hùng Liên Xô (1936), hàm Thiếu tướng. Ông là một trong những nạn nhân trong Cuộc Thanh trừng Hồng quân 1941.

## Cuộc đời và sự nghiệp
Schacht sinh ngày 14 tháng 4 năm 1904, tại Basel, Thụy Sĩ. Từ năm 1918 đến năm 1921, ông học nghề họa sĩ, học việc kỹ sư điện.
Năm 1918, ông bắt đầu hoạt động chính trị với tư cách là thành viên của Đoàn Thanh niên Cộng sản Thụy Sĩ. Từ tháng 7 đến tháng 11 năm 1921, Schacht là thư ký kỹ thuật của Ủy ban Trung ương Đoàn Thanh niên Cộng sản. Tháng 11 năm 1921, ông trở thành đại diện của Ủy ban Trung ương Đoàn Thanh niên Cộng sản Thụy Sĩ tại Văn phòng Quốc tế Cộng sản Trẻ ở Berlin. Tháng 4 năm 1922, Ernst Schacht di cư sang Nga Xô viết vì lý do chính trị, khi mới 18 tuổi.
Năm 1922-1923, Schacht làm kỹ sư điện ở Moskva, trong Ủy ban Quốc tế về Trợ giúp Người chết đói.
Ông nhập ngũ vào Hồng quân vào tháng 5 năm 1923. Năm 1924, ông tốt nghiệp Trường Hàng không Quân sự Borisoglebsk dành cho phi công, năm 1925 - tốt nghiệp Trường Cao đẳng về Phòng không và Xạ kích ở Serpukhov. Từ năm 1925 đến năm 1926, ông là phi công trong Phi đoàn máy bay ném bom hạng nhẹ số 1 mang tên V.I. Lenin, có trụ sở tại Quân khu Moskva.
Từ tháng 12 năm 1926 đến tháng 12 năm 1931, Ernst Schacht được bố trí tại Quân khu Trung Á để chiến đấu với Phong trào Basmachi với tư cách là chỉ huy phi đoàn của Trung đoàn Hàng không 35 và Phi đoàn Hàng không 37. Năm 1929, ông được trao tặng Huân chương Cờ đỏ vì lòng dũng cảm và anh hùng trong các nhiệm vụ chiến đấu.
Năm 1931, Schacht tốt nghiệp khóa học nâng cao trình độ chỉ huy tại Học viện Không quân Zhukovsky. Kể từ tháng 12 năm 1931, ông trở thành chỉ huy Phi đoàn đặc nhiệm, có trụ sở tại Sân bay Trung tâm Moskva, được giao nhiệm vụ chở các chỉ huy của Hồng quân. Tháng 5 năm 1936, ông được tặng thưởng Huân chương Lenin vì đã đạt kết quả cao trong huấn luyện bay.
Từ tháng 9 năm 1936 đến tháng 2 năm 1937, Ernst Schacht tham gia vào Nội chiến Tây Ban Nha. Lúc đầu, ông đang huấn luyện các phi công của Cộng hòa Tây Ban Nha tại căn cứ không quân Alcalá de Henares, vào tháng 10, ông đảm nhận quyền chỉ huy Phi đoàn máy bay ném bom số 1. Cuộc xuất kích chiến đấu đầu tiên của ông tại Tây Ban Nha là vào ngày 28 tháng 10 năm 1936 - đó là một cuộc không kích vào căn cứ không quân Tablada gần Sevilla. Ngày 7 tháng 11 năm 1936, ông chỉ huy phi đoàn máy bay ném bom của Liên Xô, ném bom các lực lượng phát xít trong cuộc bao vây Madrid.
Trong chiến tranh, Ernst Schacht đã thực hiện hàng chục phi vụ trên máy bay Tupolev SB. Ngày 31 tháng 12 năm 1936, Schacht đã được trao tặng danh hiệu Anh hùng Liên Xô và Huân chương Lenin vì thành tích trong Nội chiến Tây Ban Nha.
Tháng 6 năm 1937, ông trở thành hiệu trưởng của Trường Chiến thuật-Hàng không Cao cấp Lipetsk. Tháng 8 năm 1939, Ernst Schacht được bổ nhiệm làm lãnh đạo các Khóa học phát triển Cao cấp Ryazan của Lực lượng Không quân. Năm 1940, ông tốt nghiệp các Khóa học Cao cấp của Học viện Quân sự Bộ Tổng Tham mưu. Tháng 4 năm 1940, ông nắm quyền chỉ huy Trung đoàn Hàng không Dự bị số 167 ở Ryazan, trong đó các phương pháp bay "mù" đã được phát triển. Tháng 11 năm 1940, ông trở thành Phó chỉ huy trưởng Lực lượng Không quân của Quân khu Oryol, chịu trách nhiệm về đào tạo cao cấp.
Ngày 30 tháng 5 năm 1941, Ernst Schacht bị bắt vì là "gián điệp Đức và tham gia vào âm mưu quân sự chống Liên Xô, cung cấp cho Đức dữ liệu về ngành hàng không Liên Xô". Ông bị xử bắn vào ngày 23 tháng 2 năm 1942 theo lệnh của Lavrenty Beria.
Ông được phục hồi danh dự năm 1955. Nơi chôn cất thực tế của ông không rõ, nhưng một ngôi mộ gió của ông được đặt tại Nghĩa trang Vvedenskoye ở Moskva.

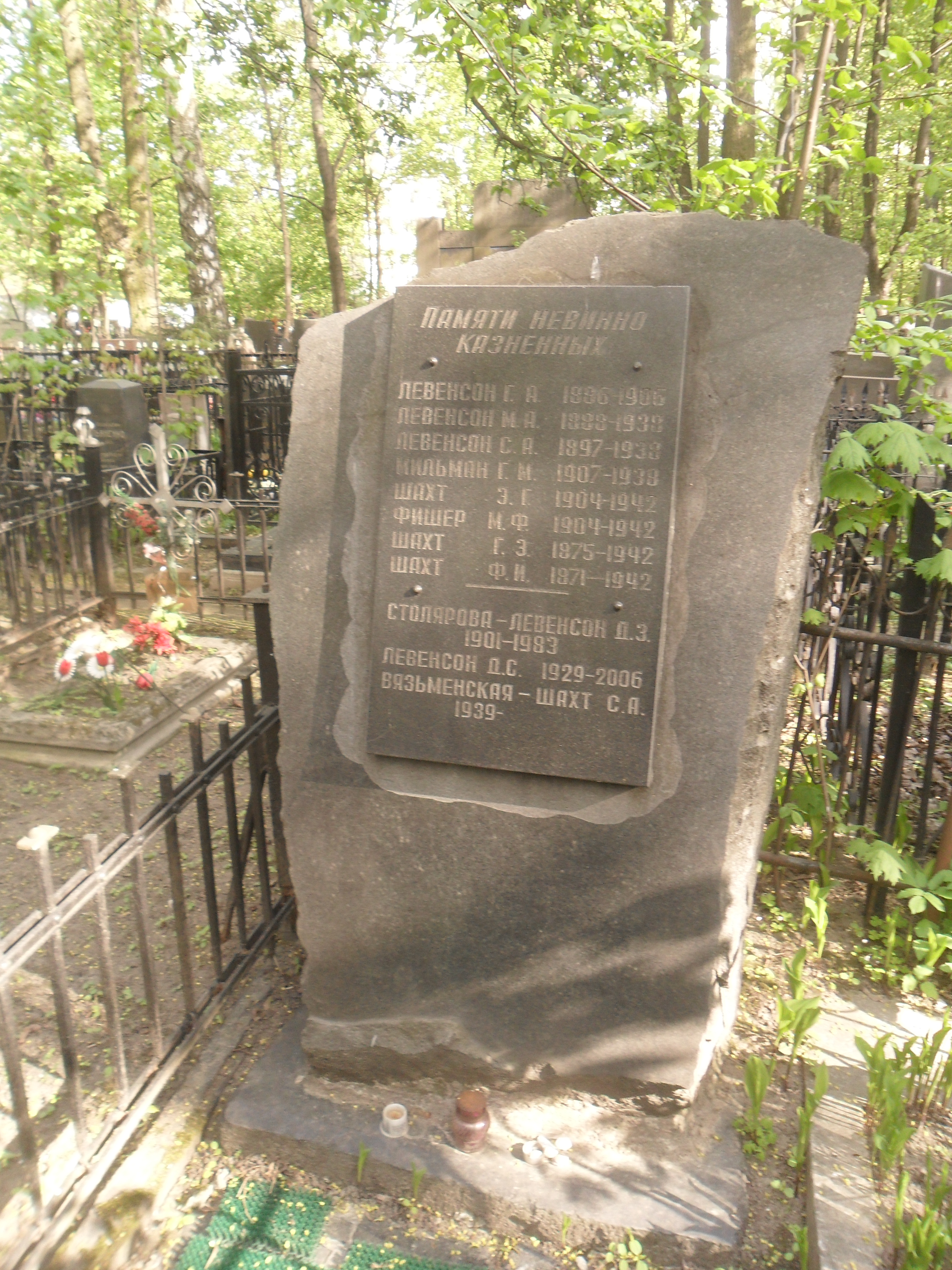
Ngôi một gió của Ernst Schacht ở Moskva

## Giải thưởng
- Anh hùng Liên Xô (1936)
- Huân chương Lenin (hai lần, cả hai năm 1936)
- Huân chương Cờ đỏ (1929)